# 烟色光鳃鱼
烟色光鳃鱼（学名：Chromis fumea）为輻鰭魚綱雀鲷科光鳃鱼属的鱼类，俗名燕尾光鳃雀鲷、燕尾光鳃鱼。分布于日本南方至澳大利亚之西太平洋海域、台湾岛等，主要栖息于水深10-20米之礁石斜面旁，本魚體呈卵圓形且側扁，體呈灰色至黃褐色，腹部淡色，胸鰭基部上緣具一小黑斑，尾鰭上下葉中央各具一暗色寬縱帶，體長可達9.5公分，棲息在潟湖及臨海珊瑚礁，喜歡由巨石基質或混合岩石、碎石和沙子組成的棲息地，繁殖期時會成對出現，雄魚會守護魚卵直到孵化。该物种的模式产地在日本长崎市场。